# 7130 Klepper
7130 Klepper è un asteroide della fascia principale. Scoperto nel 1992, presenta un'orbita caratterizzata da un semiasse maggiore pari a 2,2833581 UA e da un'eccentricità di 0,1540827, inclinata di 5,40526° rispetto all'eclittica.